# Расстрел голодного марша в Детройте (1932)
Расстрел голодного марша в Детройте (англ. Ford Hunger March — «голодный марш Форда», англ. Ford Massacre — «резня Форда») произошёл 7 марта 1932 года во время Великой депрессии, когда голодающие сокращённые рабочие завода Ford вышли на улицы с экономическими требованиями. Полиция и вооружённые службы Генри Форда открыли огонь по рабочим, в результате четверо были убиты, более шестидесяти человек ранены (один из них умер от полученных ранений спустя три месяца). Около 25 полицейских получили ранения, вызванные камнями и другими предметами. «New York Times» писала, что «улицы были залиты кровью».
После расстрела демонстрации рабочие были подвергнуты репрессиям, раненые в больницах были арестованы, неугодных увольняли с работы.
В 1992 году на могилах убитых рабочих были установлены надгробия с высеченными словами:

Он отдал свою жизнь за профсоюз.
Оригинальный текст (англ.)He gave his life for the union.